# Josh Farro
Joshua Neil "Josh" Farro (Voorhees, Nueva Jersey, 29 de septiembre de 1987) es un músico estadounidense que fue guitarrista y compositor de Paramore. Su hermano menor, Zac, forma parte de dicho grupo como baterista. Con Paramore, lanzó tres álbumes de estudio: All We Know Is Falling (2005), Riot! (2007) y Brand New Eyes (2009). Farro abandonó la agrupación en diciembre de 2010. 
En 2011 formó la banda Novel American, de la que ejerció como guitarrista, junto con exintegrantes de Cecil Adora. Se separaron en mayo de 2014 y, más tarde, el artista pasó a trabajar en otro proyecto musical: FARRO.

## Biografía
Joshua Neil Farro viene de Voorhees, Nueva Jersey. Ese fue el lugar donde nació un 29 de septiembre de 1987. Él explica que tomó una guitarra por primera vez alrededor de los 12 o 13 años. Junto con su hermano más joven, Zac, hicieron cover de temas de Incubus y Sum 41, por mera afición; usualmente lo hacían después de clases. Alrededor de los años siguientes, su hermano y él empezaron a escribir sus propias canciones aprovechando que su hermano comenzaba a tocar la batería en ese entonces. Fue allí cuando los hermanos decidieron crear una banda. Ya en el instituto conoció junto a su hermano a Hayley Williams, en ese tiempo buscaban un vocalista para la banda y Hayley se mostró sumamente interesada en la idea de unirse a la banda. Tanto él, como su hermano, tuvieron ciertas dudas sobre si dejar que se uniera o no a la banda. Fue ahí donde Hayley empezó a escribirles canciones y la relación entre todos empezó a mejorar. Los primeros nombres de la banda fueron Astrophel y Drop Dear según declaraciones tanto de Josh, como de la banda en general, pero luego se decidieron por el nombre de Paramore. Tiene varios hermanos aparte de Zac.

### Paramore (2004-2010)
Farro fue el miembro fundador y guitarrista de la banda Paramore, desde la creación de la banda en 2004 hasta 2010. Además, proporcionó coros y participó en la composición de todas las canciones de la banda junto a Hayley Williams y Taylor York. El 18 de diciembre de 2010, la página oficial de Paramore anunció que Farro y su hermano Zac habían decidido abandonar la banda.
El 21 de diciembre, apareció un blog afirmando ser una declaración oficial de los hermanos Farro. El blog era muy crítico en la familia de Williams, Atlantic Records y Fueled by Ramen. Además, incluye una explicación alternativa de la formación de la banda, declaraciones refutadas hechas por el anuncio de la banda en la página y sobre la salida de los hermanos, y niega las reclamaciones previas que la disensión entre la banda fue sanada durante la escritura de Brand New Eyes.
A pesar de la mención anterior de la banda de los enlaces fradulentos, relativo al evento, Farro apareció recientemente en un vídeo en YouTube diciendo que el blog era genuino. El vídeo ha sido eliminado por informes de violaciones de la política de contenido sexual en la página. Farro re-subió el vídeo unos días después.

### Novel American (2011-2014)
El 2 de febrero de 2011, Farro anunció y estableció una cuenta de Twitter para su nueva banda, Novel American. La banda incluye a sus amigos de secundaria, Van Beasley, Tyler Ward y Ryan Clark, cada uno de la banda Cecil Adora. A diferencia de Paramore, Farro se está relegando en la guitarra para el nuevo proyecto, diciendo «Nunca quise cantar. Mi voz —y no es falsa humildad— no es tan buena».
Farro comparó el sonido de la nueva banda con Radiohead, Jimmy Eat World, Sigur Rós y Explosions in the Sky.
El 22 de febrero de 2011, la banda anunció que el hermano de Farro, Zac, reemplazaría a Tyler Ward en la batería.
Sin embargo, el 23 de mayo de 2014, Farro anunció que Novel American se había separado debido a la falta de un vocalista adecuado.

### FARRO
El 27 de noviembre de 2014, Josh Farro anunció su nuevo proyecto musical autodenominado FARRO con el lanzamiento de su sencillo Color Rush. Luego de subir el video musical del mismo este lo bajó por motivos que después dio a conocer "Inicialmente tenía todo el álbum ya hecho, pero luego un par de ideas surgieron a mi mente y decidí reescribir el álbum".
El 4 de noviembre de 2015 Josh anunció el lanzamiento de su nuevo sencillo llamado Cliffs; este junto con una entrevista que le realizó la revista musical Billboard conmemorando el lanzamiento del mismo. Allí entre todos los tópicos de la entrevista se reveló por vez primera que su álbum debut "Walkways" saldrá a la luz el 5 de febrero de 2016. Su hermano Zac tocó la batería en las 2 canciones anteriormente mencionadas. Luego el 9 de noviembre de 2015 anunció el video musical del mismo mediante Kerrang! para el 11 de noviembre junto con una entrevista. Luego el 12 de noviembre bajo su canal de VEVO lo subió a YouTube. El 8 de diciembre anunció mediante la revista británica Rock Sound el video acústico de su sencillo Cliffs. Josh no paró de anunciar nuevo contenido musical y el 18 de diciembre mediante la revista Alternative Press anunció su nuevo sencillo On A Wire junto con una entrevista. El 24 de diciembre anunció un nuevo adelanto de su álbum al sacar el sencillo Home, esto debido a la fecha de Navidad. El 28 de enero mediante la revista Teen Vogue reveló el video acústico de su sencillo On A Wire junto a una entrevista en la que detalló más acerca de su álbum. El 2 de febrero anuncia junto a The Rocket Summer un tour de primavera que comprendía desde marzo 11 hasta abril 12. Al día siguiente al ver que su álbum salía al mercado el 5 de febrero decidió lanzar el último sencillo llamado Walkways del cual se desprendía, además, el nombre del álbum. El 4 de febrero (Un día antes del lanzamiento de Walkways) decidió vía stream compartir el álbum entero mediante la web oficial de Billboard. Y por consiguiente el 5 de febrero mediante ITunes difundió Walkways al público.

## Vida privada
Farro y Hayley Williams de Paramore se expusieron a finales de 2007 diciendo que habían salido desde algún momento de 2004 hasta finales de 2007, y descontinuaron la relación debido al pensamiento que todos se enfocaban en su relación en lugar de la banda. El 3 de abril de 2010, Farro se casó con su prometida Jenna Rice en Tennessee, perdiéndose la gira de la banda Pacific Rim para planear la boda. El 29 de enero de 2018 nace Basil primera hija de Josh Farro y Jenna Rice.

## Influencias musicales
Las influencias musicales de Farro incluyen Jimmy Eat World, Incubus, Underoath, Sunny Day Real Estate, Death Cab for Cutie, John Mayer, James Taylor , Sigur Rós.